# Джергетал (Нарынская область)
Джергетал (кирг. Жергетал) — село в Нарынском районе Нарынской области Кыргызстана. Административный центр Джергеталского аильного округа.
Расположено северо-восточнее от Нарына.
Население в 2009 году составляло 2814 человек